# Sinocarum coloratum
Sinocarum coloratum är en flockblommig växtart som först beskrevs av Friedrich Ludwig Diels, och fick sitt nu gällande namn av H.Wolff, R.H.Shan och F.T.Pu. Sinocarum coloratum ingår i släktet Sinocarum och familjen flockblommiga växter. Inga underarter finns listade i Catalogue of Life.